# Nick Frost
 (juillet 2016).
Si vous disposez d'ouvrages ou d'articles de référence ou si vous connaissez des sites web de qualité traitant du thème abordé ici, merci de compléter l'article en donnant les références utiles à sa vérifiabilité et en les liant à la section « Notes et références ».
Pour les articles homonymes, voir Frost.
Ne doit pas être confondu avec Nick Frost (rugby à XV).
Nicholas Frost, dit Nick Frost, est un acteur, humoriste et scénariste britannique, né le 28 mars 1972 à Dagenham, dans le borough londonien de Barking et Dagenham. Il est célèbre pour ses duos avec Simon Pegg.

## Biographie
Nick Frost s'est lancé tout d'abord à la télévision tout à fait par hasard lorsque son colocataire et meilleur ami Simon Pegg lui offre un rôle dans la sitcom britannique Les Allumés dont il est scénariste. Très vite, il devient un acteur fort apprécié sur la scène britannique et retrouvera son comparse sur grand écran dans Shaun of the Dead réalisé par Edgar Wright en 2004. Cette « comédie romantique avec zombies » connaît un succès international lançant l'idée d'un nouveau projet en compagnie de Simon et Edgar en 2007 dans Hot Fuzz, où il incarne un policier du tranquille village de Sandford.
Le 27 janvier 2009, débute le tournage en capture de mouvement de l'adaptation cinématographique de Tintin par Steven Spielberg, Les Aventures de Tintin : Le Secret de La Licorne. Nick et son coéquipier Simon Pegg y incarnent Dupond et Dupont.
Il coécrit et joue ensuite avec Simon Pegg dans le film Paul de Greg Mottola.
Enfin en 2013, il tourne de nouveau dans une réalisation d'Edgar Wright et avec son coéquipier afin de terminer la trilogie Blood and Ice Cream dans le film intitulé Le Dernier Pub avant la fin du monde.
En 2018, le tandem Pegg-Frost renoue avec la comédie horrifique dans le film Slaughterhouse Rulez (Massacre au pensionnat en français) sortie directement en VOD en France.
En 2024, Nick Frost joue dans le film Get Away (en). Il est également au scénario et à la production.
En 2025, il est annoncé au casting de la future série télévisée Harry Potter produite pour HBO. Il interprètera le gardien et garde-chasse de Poudlard, Rubeus Hagrid.

## Filmographie sélective

### Acteur

#### Cinéma
- 2004 : Shaun of the Dead d'Edgar Wright : Ed
- 2005 : Kinky Boots de Julian Jarrold : Don
- 2006 : Penelope de Mark Palansky : Max Campion
- 2007 : Hot Fuzz d'Edgar Wright : Danny Butterman
- 2007 : Don't d'Edgar Wright (fausse bande-annonce du diptyque Grindhouse) : le mangeur de bébés
- 2008 : Wild Child de Nick Moore : M. Christopher
- 2009 : Good Morning England de Richard Curtis : Dr Dave
- 2011 : Paul de Greg Mottola : Clive Gollings
- 2011 : Les Aventures de Tintin : Le Secret de La Licorne (The Adventures of Tintin: Secret of the Unicorn) : Dupond
- 2011 : Attack the Block de Joe Cornish : Roy
- 2012 : Blanche-Neige et le Chasseur de Rupert Sanders : Nion
- 2013 : Le Dernier Pub avant la fin du monde (The World's End) d'Edgar Wright : Andy Knightley
- 2014 : Salsa Fury (Cuban Fury) de James Griffiths : Bruce
- 2014 : Les Boxtrolls de Graham Annable : Mr. Trout (voix)
- 2014 : Astérix : Le Domaine des dieux (Asterix: The Mansion of the Gods) : Obélix (voix anglaise)
- 2015 : Syrenia de Fraser Grut : Dr Welles
- 2015 : Jet Lag de Ken Scott : Bill Whimlsley
- 2016 : Le Chasseur et la Reine des Glaces (The Huntsman: Winter's War) de Cédric Nicolas-Troyan : Nion
- 2016 : Star Trek : Sans limites (Star Trek Beyond) de Justin Lin : responsable de la sécurité
- 2017 : Happy Family de Holger Tappe : Frank (voix)
- 2018 : Tomb Raider de Roar Uthaug : Max
- 2018 : Massacre au pensionnat (Slaughterhouse Rulez) de Crispian Mills : Woody
- 2019 : Une famille sur le ring (Fighting with My Family) de Stephen Merchant : Patrick "Rowdy Ricky" Knight
- 2021 : The Sparks Brothers (documentaire) d'Edgar Wright : Ringo Starr (voix)
- 2024 : Krazy House de Steffen Haars et Flip van der Kuil : Bernard "Bernie" Christian
- 2024 : Get Away de Steffen Haars: Richard
- 2025 : Dragons de Dean DeBlois : Gueulfor

#### Télévision
- 1999 : Jim's Gift (téléfilm) de Bob Keen : Wally
- 1999 - 2001 : Les Allumés (Spaced) : Mike Watt (14 épisodes)
- 2000 : Black Books : l'agent de sécurité (saison 1 épisode 5)
- 2004 : Black Books : Paul (voix non créditée) (saison 3 épisode 3)
- 2005-2007 : Man Stroke Woman : divers personnages (12 épisodes)
- 2006-2007 : Hyperdrive : commander Henderson (12 épisodes)
- 2014 : Mr. Sloane : Jeremy Sloane (6 épisodes)
- 2014 : Doctor Who : le père Noël (2 épisodes)
- 2016 : Galavant : le chef des géants (1 épisode)
- 2017-2019 : Into the Badlands : Bajie (26 épisodes)
- 2017 - 2018 : Sick Note : Dr. Iain Glennis (14 épisodes)
- 2020 : Truth Seekers (Amazon Prime) : Gus
- 2021 : Why Women Kill : Bertram Fillcot (saison 2, 10 épisodes)
- 2021 : Staged : lui-même
- depuis 2021 : The Nevers : Declan Orrun / The Beggar King
- 2024-2025 : Skeleton Crew (série TV) : SM-33 (voix)

### Scénariste
- 2011 : Paul de Greg Mottola
- 2024 : Get Away de Steffen Haars

## Livre
- Truths, Half Truths and Little White Lies, 2015

## Voix francophones
En France
| - Alexis Victor dans : - Hot Fuzz - Good Morning England - Attack the Block - Salsa Fury - Sick Note (série télévisée) - Philippe Bozo, dans : - Paul - Le Dernier Pub avant la fin du monde - Tomb Raider - Dragons - Enrique Carballido, dans : - Blanche-Neige et le Chasseur - Le Chasseur et la Reine des glaces - Michel Hinderyckx dans : - Jet Lag - Truth Seekers (série télévisée) - Yann Guillemot dans : - Le Trio venu d'ailleurs : Les Contes d'Arcadia (voix) - Chasseurs de trolls : Le Réveil des Titans (voix) | Et aussi - Mathieu Moreau dans Shaun of the Dead - Stéphane Ronchewski dans Penelope - Bernard Alane dans Wild Child - Xavier Fagnon dans L'Âge de glace 4 (voix) - Guillaume Lebon dans Les Aventures de Tintin : Le Secret de La Licorne (voix) - Marc Saez dans Into the Badlands (série télévisée) - Thierry Kazazian dans Horrible Histories: The Movie – Rotten Romans (en) - Erwin Grünspan dans Une famille sur le ring - Boris Rehlinger dans Les Bouchetrous (voix) - Jérôme Wiggins dans Why Women Kill (série télévisée) - Frédéric Souterelle dans The Nevers (série télévisée) - Érik Stouvenaker dans À la conquête de Billy Walsh - David Krüger dans Skeleton Crew (série télévisée, voix) |